# Nafusi
 (mars 2016).
Si vous disposez d'ouvrages ou d'articles de référence ou si vous connaissez des sites web de qualité traitant du thème abordé ici, merci de compléter l'article en donnant les références utiles à sa vérifiabilité et en les liant à la section « Notes et références ».

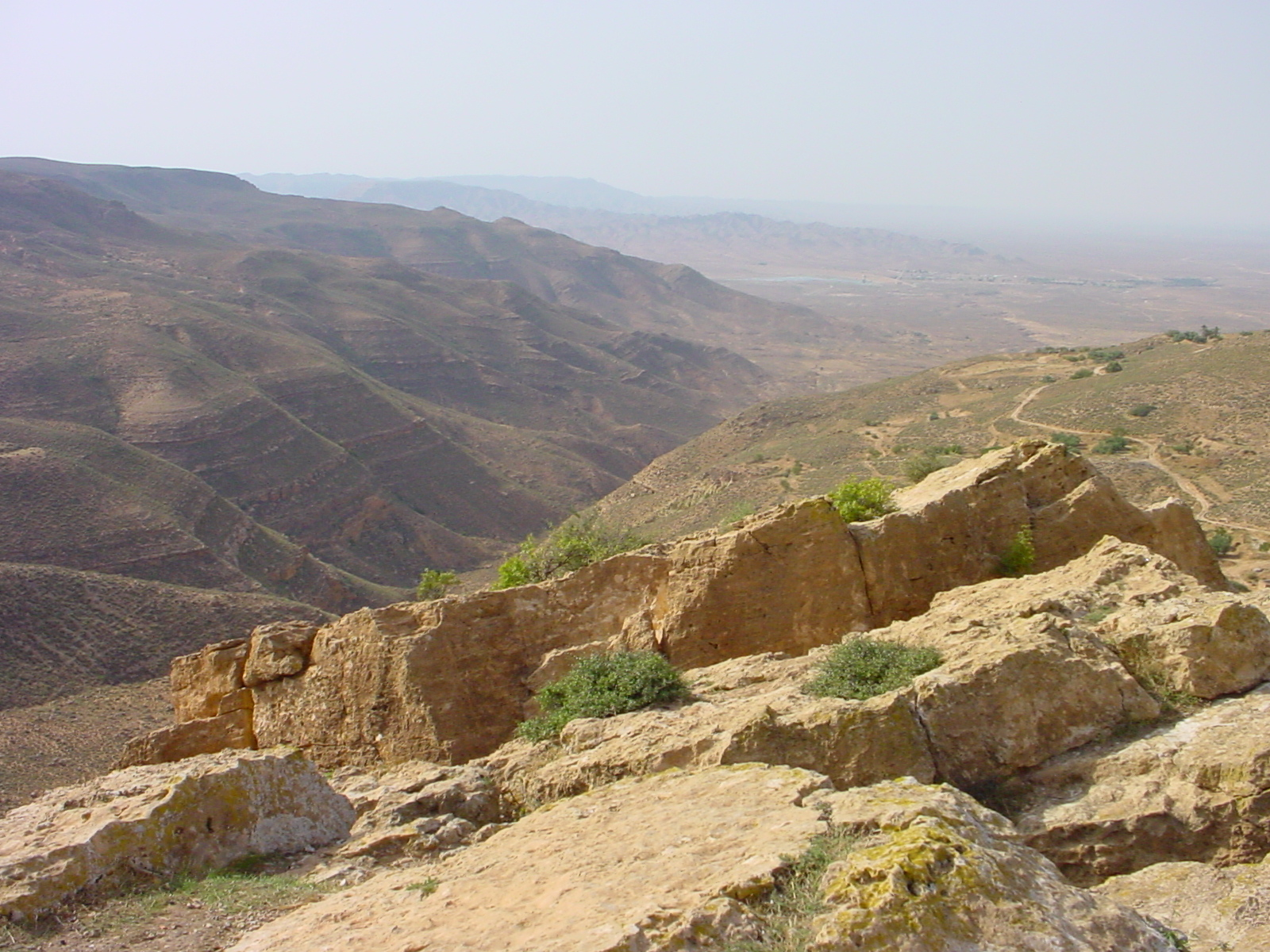

Le nafusi, nafussi (en tifinagh ⵜⴰⵏⴼⵓⵙⵜ tanfust), nefoussi ou nefoussien, est une langue berbère de l'Est parlée par environ 550 000 personnes en 2012 dans l'ouest de la Libye (région du Jebel Nafusa appelée en berbère Adrar n Infusen) et 600 000 dans le monde. Il s'agit d'un dialecte berbère parlé par les Nefoussiens (Infusen en berbère).
Autrefois considéré comme faisant partie du groupe zénète, en est exclu par les études récentes qui le rattachent au groupe des langues berbères de l'Est.

## Généralités
La population berbère des Infusen (en arabe : Nafusa) est considérée comme l'une des plus grandes et des plus puissantes d'Afrique du Nord. Il est probable que la langue parlée dans le Djebel Nafusa comprend diverses variétés, qui ne remontent pas seulement à cette tribu.[évasif] Francesco Beguinot, linguiste italien nous[Qui ?] ayant laissé une riche description de sa grammaire et de son vocabulaire relève « que les dialectes du plateau peuvent, selon leurs affinités, se regrouper en deux sections : celle de Fassâto et de Nalut d'une part, et celle de Yefren d'autre part ».[réf. nécessaire]
Les études du même Beguinot et d'autres spécialistes italiens des berbères privilégient la variété de Fassâto, de Giado (chef-lieu du district) et celle de Gemmari, à peu de distance. Très approximativement, la classification SIL rassemble en une unique entité le dialecte Nefusi, celui de la ville de Zuara (en Libye, sur la côte) et les parlers berbères de la Tunisie, ce qui d'un point de vue linguistique est complètement incorrect[réf. nécessaire].